# Brunnsbokyrkan
Brunnsbokyrkan är en kyrkobyggnad som tillhör Backa församling i Göteborgs stift. Den ligger i Brunnsbo i  stadsdelen Backa i Göteborgs kommun.

## Byggnaden
Brunnsbokyrkan stod färdig 1972 och ritades av arkitekten Rolf Bergh. Kyrkans utformning ska påminna om ett tält och kopplingen är till tabernaklet som Israels folk använde under ökenvandringen. Innan Brunnsbokyrkan byggdes användes en provisorisk kyrka från 1965, landets första så kallade vandringskyrka, som 1972 flyttades och upprestes som Furåsens kyrka. 
Ovanifrån ser Brunnsbokyrkan ut som en åttakantig stjärna. Konstruktionen består av två korslagda limträbalkar. Utsidan är klädd med fasadelement av betong med frilagd ljus ballast och synliga fogar. Byggdetaljerna är exponerade och kyrkan är kulturmärkt som ett exempel på 70-talsarkitektur. Interiören har väggar av vitlaserad plywood samt ett band av fönster som följer takfoten. 
Under 1980-talet byggdes församlingslokaler, som är sammanbundna med kyrkorummet.

## Interiör
- Fönstren är utförda av glaskonstnären Ralph Bergholtz och visar olika bibelberättelser.
- Altraret med krucifix har skapats av Marianne Nordström.
- Centralt placerad i det runda kyrkorummet står dopfunten som en symbol för dopets centrala roll i ett kristet liv. Över dopfunten hänger en symbolisk duva.